# Burgin (Kentucky)
Burgin es una ciudad ubicada en el condado de Mercer en el estado estadounidense de Kentucky. En el Censo de 2010 tenía una población de 965 habitantes y una densidad poblacional de 310,49 personas por km².

## Geografía
Burgin se encuentra ubicada en las coordenadas 37°45′18″N 84°45′57″O / 37.75500, -84.76583. Según la Oficina del Censo de los Estados Unidos, Burgin tiene una superficie total de 3.11 km², de la cual 3.11 km² corresponden a tierra firme y (0%) 0 km² es agua.

## Demografía
Según el censo de 2010, había 965 personas residiendo en Burgin. La densidad de población era de 310,49 hab./km². De los 965 habitantes, Burgin estaba compuesto por el 94.4% blancos, el 2.8% eran afroamericanos, el 0% eran amerindios, el 0% eran asiáticos, el 0% eran isleños del Pacífico, el 0.73% eran de otras razas y el 2.07% pertenecían a dos o más razas. Del total de la población el 0.83% eran hispanos o latinos de cualquier raza.